# 法螺禪師

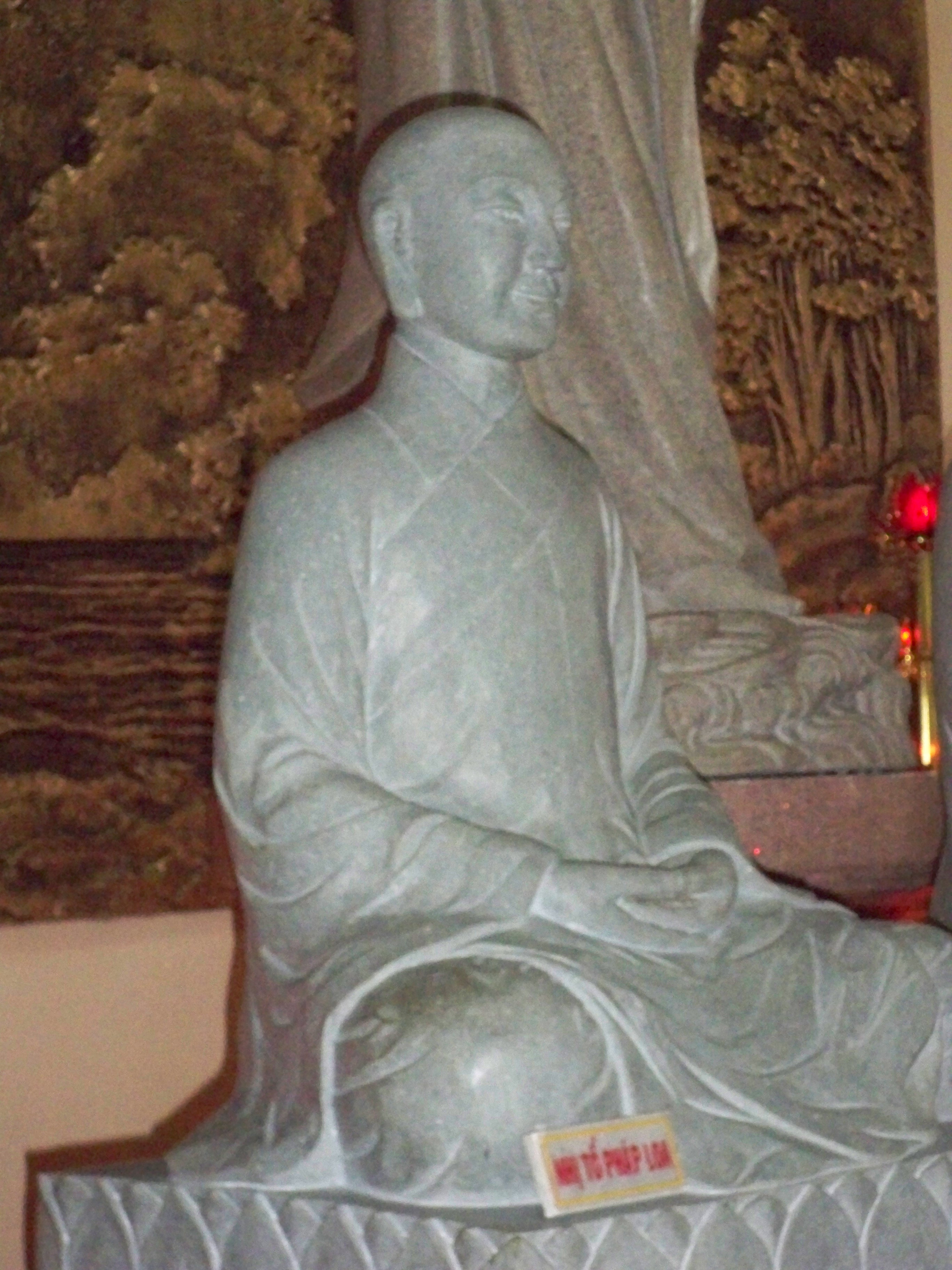
法螺

法螺禪師（越南语：／，1284年5月23日—1330年3月22日），又名同堅剛、明覺、普慧尊者，是越南陳朝時期的一位禪宗僧人。
法螺是南策州人，後出家，成為陳仁宗的弟子。根據《大越史記全書》記載，1308年，陳仁宗在安子山圓寂，臨終前，向他囑咐以後事。法螺將其遺骨火化，得到舍利子三千餘粒，奉至昇龍資福寺。陳英宗疑之，群臣請求降罪於法螺。皇太子奣年九嵗，侍側，懷中忽有舍利數粒，出以示之，檢匣内，已有缺數。帝感泣，意乃解。此後，法螺成為安子竹林禪派的第二代傳人。他與陳仁宗、玄光三人並稱竹林三祖。